# Староверов, Максим Олегович
Максим Олегович Староверов (17 мая 1993 года, Камышин, Волгоградская область, Россия) — российский футболист, вратарь.

## Карьера
Первым тренером был Сергей Константинович Лялин в СДЮСШОР-2 города Камышина. Несколько лет находился в системе тульского «Арсенала». Три сезона голкипер играл за вторую команду «оружейников». В 2017—2018 годах выступал за пензенский «Зенит» и смоленский «Днепр», которые из-за финансовых проблем снимались с первенства ПФЛ.
Поиграв немного в первом армянском дивизионе за «Вест Армению», Староверов переехал в Кыргызстан. В марте 2020 года он вошел в заявку клуба местной Премьер-Лиги «Лидер» (Иссык-Куль). Ранее он уже играл за эту команду в прошлом чемпионате. Всего в местной элите голкипер провел семь матчей, в которых пропустил 11 голов.
15 марта сыграл в матче первого тура против «Нефтчи» Кочкор-Ата (0:1). После этого тура чемпионат был приостановлен из-за пандемии коронавируса до августа. Во время перерыва «Лидер» снялся с соревнования, а результат матча был аннулирован.

## Семья
Отец Олег Староверов (род. 1970) также был вратарем. Он выступал за камышинские команды «Текстильщик» и «Авангард»